# ضوري
تنويه: إذا كنت تبحث عن معنى إطلاق ضوري على السمك إنقر ضوري (سمك)

الضَوريّ أو مَوْلَك (الاسم العلمي: Zeus) هو جنس من الأسماك يتبع الفصيلة الضورية من رتبة الضوريات.

## أنواع الضوري
- ضوري رأس الرجاء (الاسم العلمي:Zeus capensis)
- ضوري مذهب (الاسم العلمي:Zeus faber)